# 加拉费德托里奥
加拉费德托里奥，是西班牙卡斯蒂利亚-莱昂莱昂省的一个市镇。 总面积125平方公里，总人口1188人（001年），人口密度10人/平方公里。